# Рут Еттінг
Рут Еттінг (англ. Ruth Etting; 23 листопада 1896 — 24 вересня 1978) — американська співачка та акторка, одна з найпопулярніших співачок кінця 1920-х — початку 1930-х років в Америці. Між 1926 і 1937 роками Рут Еттінг записала понад 200 пісень, постійно виступала на радіо, грала в театрі і в кіно — всього з'явившись у 35 короткометражних і 3 повнометражних стрічках, — але потім її кар'єру обірвав невдалий шлюб. Удостоєна зірки на Голлівудській алеї слави.

## Життєпис
Зростаючи в Небрасці, Рут Еттінг хотіла стати художницею; вона весь час малювала і креслила.
У 15 років дідусь і бабуся вирішили віддати її в художню школу в Чикаго. Поки Еттінг відвідувала уроки, вона знайшла роботу в нічному клубі Marigold Gardens. Через деякий час там Еттінг відмовилась від уроків мистецтва на користь кар'єри в шоу-бізнесі. Еттінг, яка любила співати в школі та церкві, ніколи не брала уроків вокалу. Вона швидко стала популярною вокалісткою клубу. Потім Рут Еттінг керував Мо Снайдер, з яким вона одружилася в 1922 році. Снайдер організовував контракти Еттінг на запис і зйомки, а також її особисті та радіовиступи. Вона стала всенародно відомою, коли з'явилася у шоу Флоренза Зігфелда Шаленості Зігфелда 1927 року.
Рут Еттінг мала намір припинити виступи в 1935 році, але це сталося лише після її розлучення зі Снайдером у 1937 році. Почала стосунки зі своїм піаністом Гаррі Мірлом Олдерманом, коли він розлучився зі своєю дружиною. Колишньому чоловіку не подобалося бачити Еттінг в компанії інших чоловіків, і він почав погрожувати їй по телефону в січні 1938 року. У жовтні Снайдер поїхав до Лос-Анджелеса і затримав Олдермана після того, як той залишив місцеву радіостанцію; він під погрозою пістолета змусив піаніста відвести його додому до Еттінг. Сказавши, що збирається вбити Еттінг, Олдермена та його власну доньку Едіт, яка працювала на Еттінг, Снайдер вистрелив в Олдермена. Через три дні після пострілу в Олдермена його дружина подала позов проти Еттінг.
Хоча Еттінг і Олдерман стверджували, що одружилися в Мексиці в липні 1938 року, розлучення Олдермана не було остаточним до грудня того ж року. Пара одружилася під час суду над Мо Снайдером за замах на вбивство в грудні 1938 року. Еттінг і Олдерман переїхали на ферму за межами Колорадо-Спрінгс, штат Колорадо, де вони були поза центром уваги більшу частину свого життя. Белетризована історія Рут Еттінг була розказана в музичному фільмі «Покохай мене або покинь мене» (1955) з Доріс Дей у ролі Рут Еттінг і Джеймсом Кегні в ролі Снайдера.

## Вибрана фільмографія
- 1933 — Скандал у Римі / Roman Scandals